# 霍列什

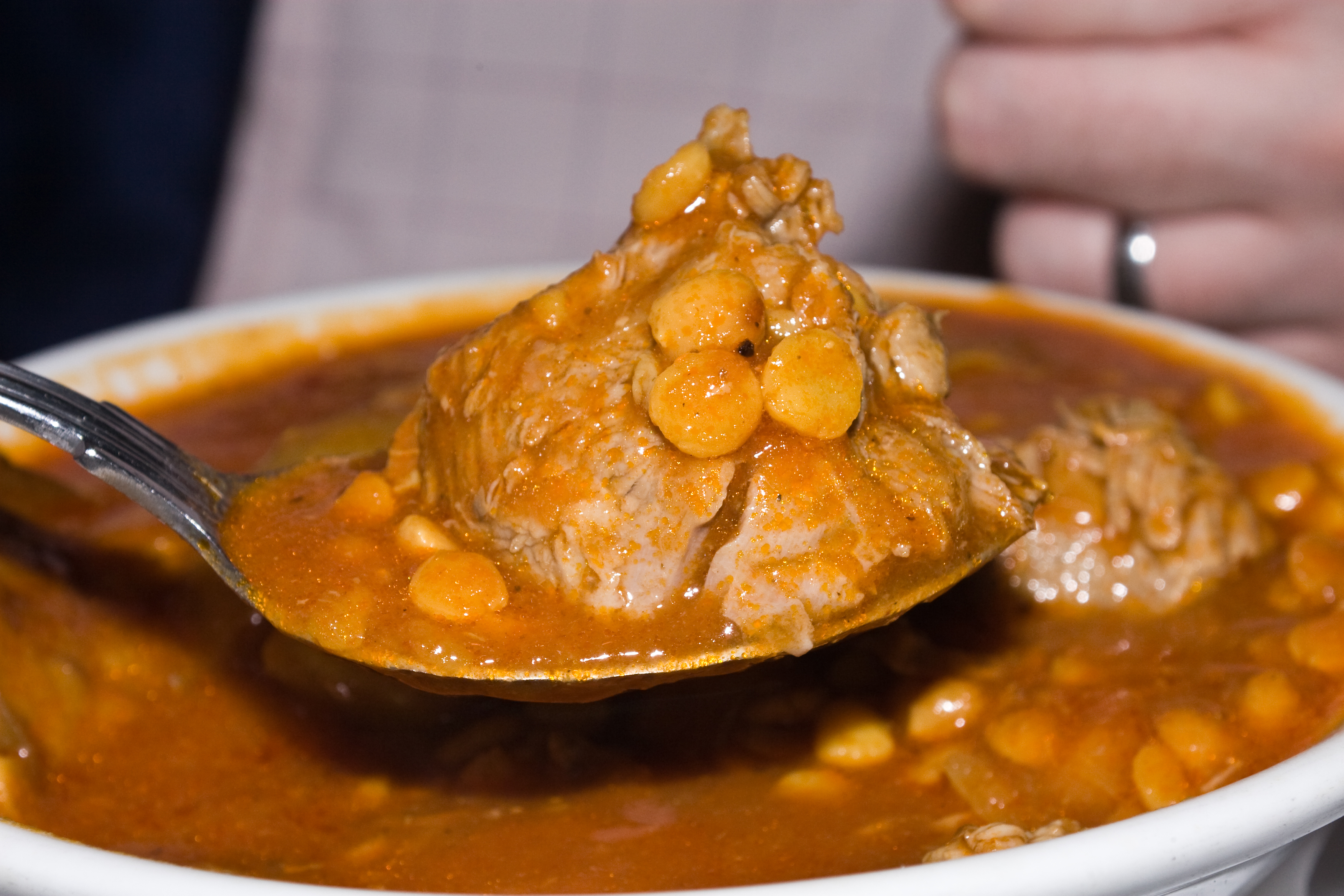
炖茄子（Khoresh Bademjan）

霍列什（波斯語：‎，Khoresh）是伊朗式炖菜的总称，有很多不同种类，通常搭配米饭食用。霍列什在波斯语的字面意义是指「可以吃的东西」。派生自动词‎（khordan “吃”）的现在时词干‎（khor-）。
霍列什泛指伊朗、阿富汗及库尔德餐中的各种炖菜，常作为抓饭的配菜。在伊朗饮食中，霍列什种类繁多，每种霍列什都有其独特的配料。最常见的是蔬菜霍列什。伊朗的炖菜中还常常会加入番红花调味。
伊朗菜中最出名的霍列什包括蔬菜杂炖、红石榴核桃炖鸡、豌豆炖羊肉、炖茄子（Bademjan）等等。